# Paški Kozjak
Paški Kozjak este o localitate din comuna Velenje, Slovenia, cu o populație de 225 de locuitori.